# Berillo

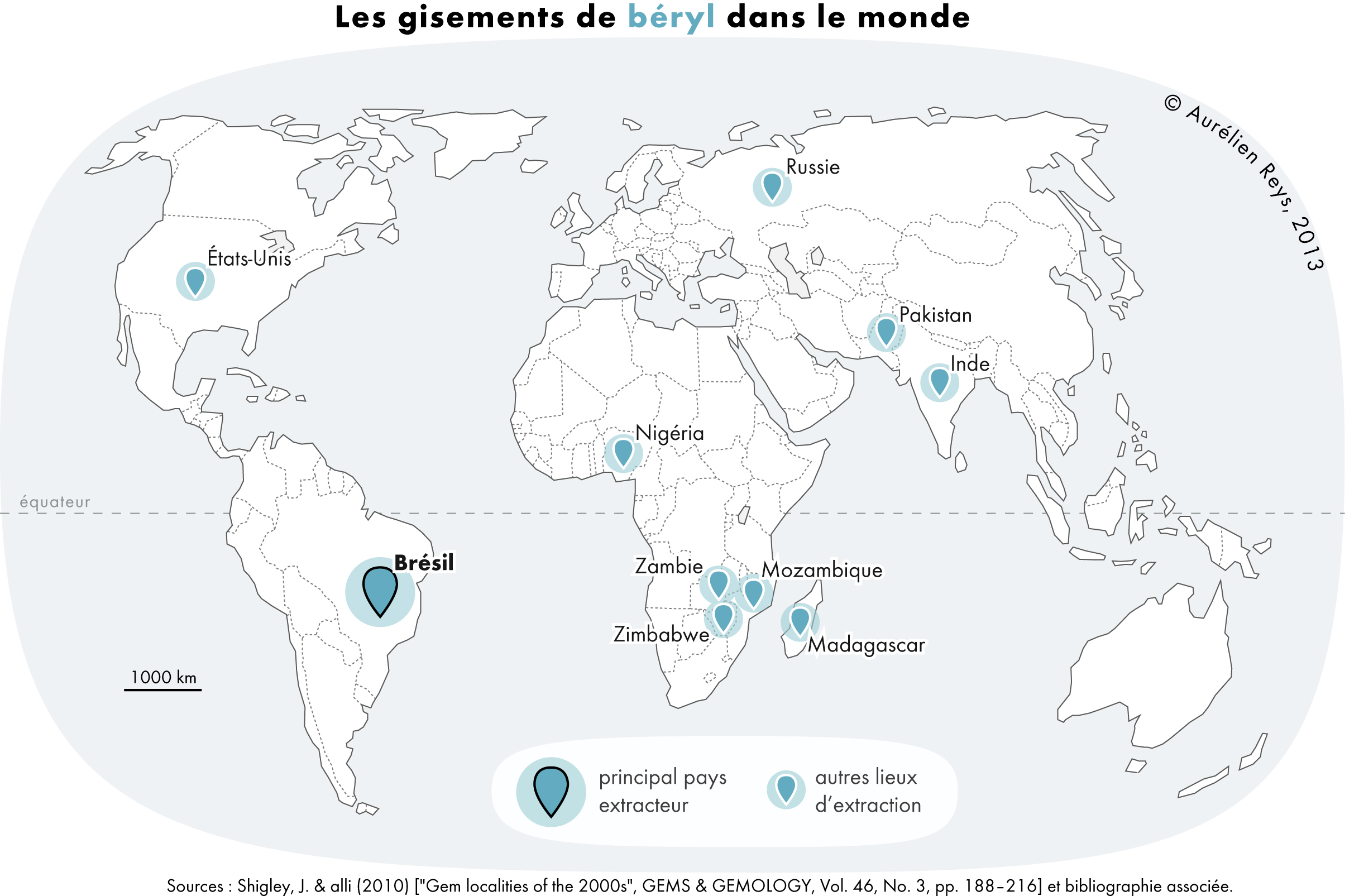
Principali paesi produttori di berillo

Il berillo (simbolo IMA: Brl) è un minerale appartenente al gruppo omonimo con formula chimica Be3Al2(SiO3)6. Non è da confondere con il crisoberillo, così detto per il suo colore giallo dorato (dal greco χρυσός, oro), che è un alluminato del berillio ma appartiene al gruppo degli spinelli e le sue varietà più note sono l'alessandrite e il cimofane.

## Abito cristallino
Nelle principali sistematiche dei minerali, come per esempio la "Classificazione Nickel-Strunz", il berillo è elencato nella famiglia dei silicati e da lì nella sottoclasse dei ciclosilicati. La cella contiene un reticolo complesso in cui vi sono gli anelli di sei tetraedri SiO3–O (la O legata appartiene a un altro degli SiO3) con gli atomi di ossigeno ai vertici dei tetraedri e gli atomi di silicio al centro; ci sono poi atomi di berillio al centro di tetraedri BeO4 che hanno gli atomi di ossigeno sui vertici; infine ci sono atomi di alluminio al centro di ottaedri con sei atomi di ossigeno ai vertici, AlO6.
I cristalli hanno quasi sempre habitus prismatico e sono costituiti da un prisma esagonale interrotto alle estremità, o terminato dal pinacoide basale, oppure combinato con questo e con bipiramidi esagonali. Spesso le facce del prisma esagonale sono fittamente striate con striature parallele alla direzione di allungamento. Il Berillo si può rinvenire anche in cristalli molto grandi: alti fino a 150 cm e con un diametro di 15–20 cm; essendo un minerale tipico della fase pneumatolitica-pegmatitica di raffreddamento del magma si trova frequentemente in cristalli di dimensioni notevoli, eccezionalmente fino a 9 m di lunghezza.

## Origine e giacitura
Per lo più nelle pegmatiti associato a tormalina, ma anche nei micascisti o in vene simili alle pegmatiti che attraversano rocce carbonate (smeraldo); anche nelle rioliti insieme, per esempio, a topazio.

## Caratteristiche fisiche
Ha sfaldatura basale imperfetta, durezza 7,5-8; peso specifico 2,63-2,92; possiede colore molto vario.
A seconda della presenza o meno di sostanze cromofore il berillo può assumere colori e denominazioni differenti. Il ferro dà il colore azzurro / celeste (varietà acquamarina), il cromo dà il colore verde (varietà smeraldo), l'uranio il colore giallo o dorato (chiamati erroneamente eliodoro e crisoberillo), il manganese il colore rosa (chiamata morganite) o rosso (berillo rosso o bixbite). Quando ha una trasparenza cristallina, completamente incolore, il berillo prende il nome di goshenite (dalla città di Goshen, Massachusetts, nelle cui miniere fu per la prima volta scoperto). Le varietà più preziose, a livello gemmologico e nel campo della gioielleria, sono lo smeraldo, l'acquamarina e la rarissima bixbite (berillo rosso).
Nel reticolo del berillo vi sono come dei canali vuoti e sembra che in questi canali prendano posto i metalli alcalini (litio, sodio e cesio) e il fluoro (F) allo stato ionico che spesso partecipano alla costituzione del minerale. Forse anche alcuni dei cromofori occupano i canalicoli del reticolo. Il berillo è otticamente negativo con ω=1,570-1,598 e ε=1,565-1,590. È pleocroico. Può mostrare fluorescenza ai raggi ultravioletti.

## Usi
Molto usato in gemmologia come pietra preziosa, soprattutto nelle varietà smeraldo e acquamarina. Non sono tuttavia meno apprezzate - anche se decisamente meno costose - le varietà morganite (rosa) e goshenite (incolore). Il berillo è anche la principale fonte dell'elemento berillio, usato in leghe leggere grazie alla sua bassa densità e nei reattori nucleari per rallentare i neutroni.

## Varietà
La presenza di ioni negativi estranei impartisce differenti colorazioni, dando luogo a diverse varietà, molte delle quali sono pregiate in gioielleria:
| varietà                | colore                   | agente colorante                 |
| ---------------------- | ------------------------ | -------------------------------- |
| acquamarina/maxixe     | da azzurro acqua a blu   | ferro                            |
| Eliodoro/berillo aureo | varie tonalità di giallo | ossido di uranio o, forse, ferro |
| morganite              | rosa o salmone           | manganese                        |
| smeraldo               | verde                    | cromo e/o vanadio                |
| berillo rosso          | rosso                    | ossido di manganese              |
| goshenite              | incolore                 |                                  |

### Acquamarina e maxixe

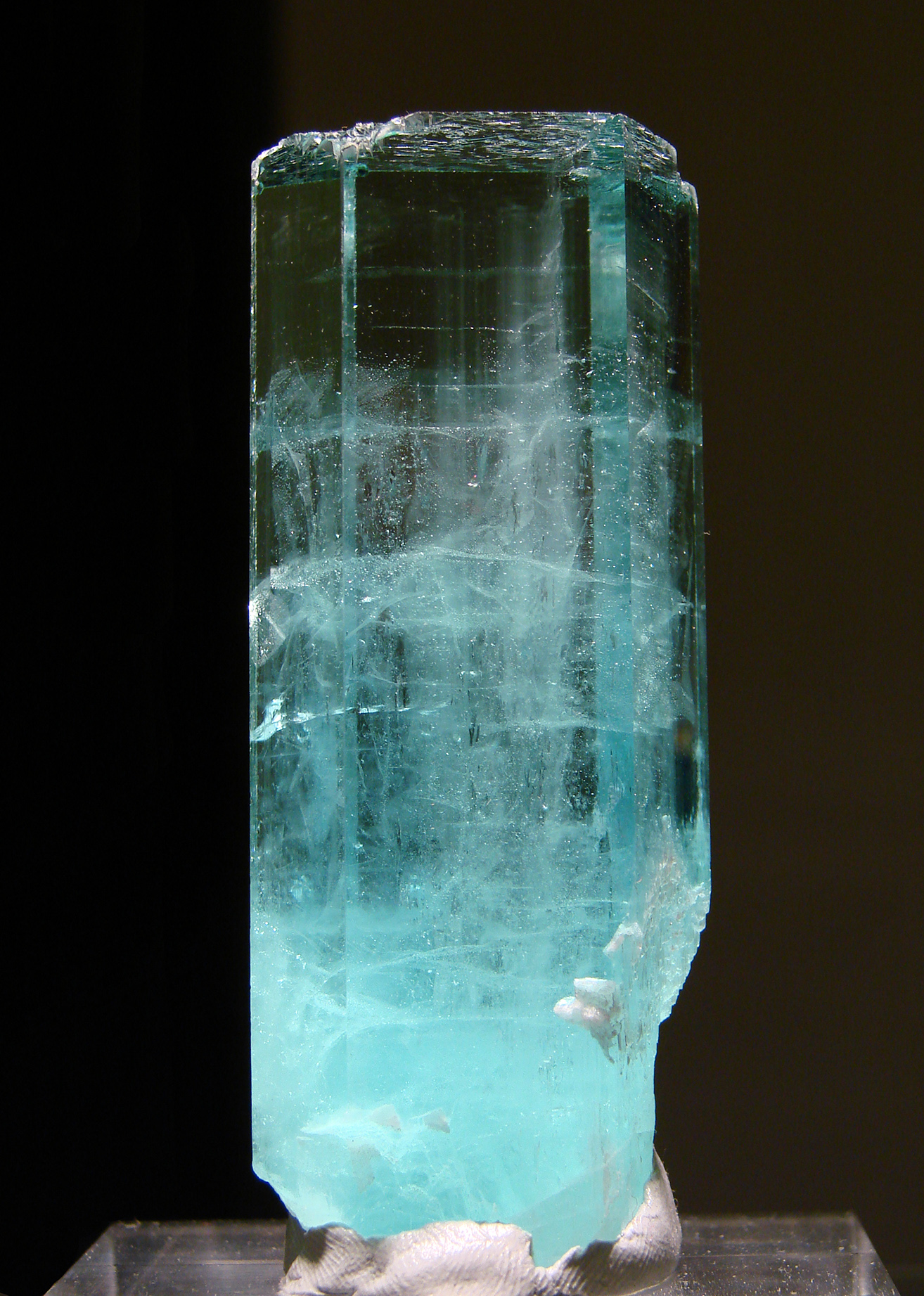
Acquamarina

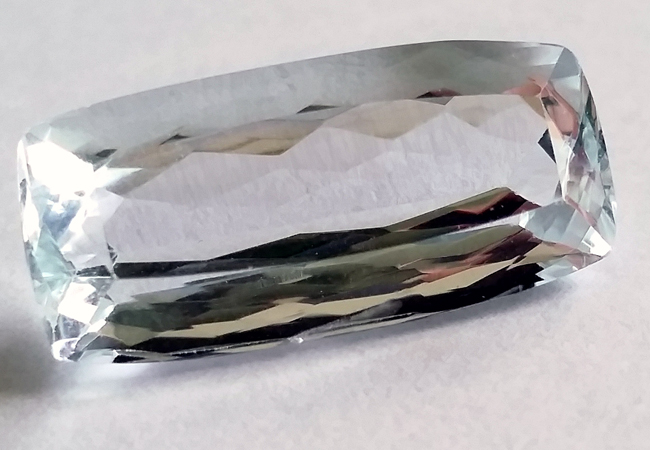
Acquamarina intagliata da 13,24 ct, dal Brasile

Acquamarina è una variante blu o ciano di berillo. La si trova nella maggior parte dei siti contenenti berillio. Il berillo giallo chiaro del Brasile viene spesso chiamato aquamarine chrysolite. La variante blu intenso è chiamata maxixe. Maxixe la si trova nel Madagascar. Il colore tende al bianco quando la pietra è esposta alla luce del sole o al calore, e ritorna al colore originale con irradiazione.
Il colore blu è da attribuire alla presenza di ioni Fe2+. Fe3+ ionico produce il colore giallo oro, e quando entrambi gli ioni Fe2+ e Fe3+ sono presenti, il colore è blu intenso come nella maxixe. La decolorazione della pietra maxixe attraverso la luce o calore avviene con il passaggio di carica tra Fe3+ e Fe2+. Il colore blu intenso maxixe può essere ottenuto dal berillo verde, rosa o giallo irradiando la gemma con particelle ad alta energia come raggi gamma, neutroni o raggi X.
Negli USA la gemma può essere trovata sulla sommità del Mount Antero nel Sawatch Range, Colorado. In Wyoming è presente nelle Big Horn Mountains, vicino al Powder River Pass. Altra località è Sawtooth Range (Idaho) vicino a Stanley (Idaho). In Brasile vi sono giacimenti nel Minas Gerais, Espírito Santo e Bahia, e minori in Rio Grande do Norte. Le miniere degli Urali in Russia, India, Sri Lanka, Colombia, Zambia, Namibia, Madagascar, Malawi, Tanzania e Kenya producono anche Acquamarina. In Italia acquamarine limpide, ma di un azzurro molto chiaro e attraversate da molte fratture possono essere trovate sull'Isola d'Elba e in val Codera (Sondrio).
La gemma più grande mai trovata fu rinvenuta in Marambaia, Minas Gerais, Brasile, nel 1910. Pesava oltre 110 kg (240 lb), e con dimensioni di 48,5 cm (19 in) in lunghezza e 42 cm (17 in) in diametro. Il taglio più grande di Acquamarina è il Dom Pedro aquamarine, presso la Smithsonian Institution, National Museum of Natural History.

## Caratteristiche della pietra e origine del termine
Lo smeraldo è un berillo verde, colorato da tracce di cromo e talvolta di vanadio. 
La parola italiana "smeraldo" viene dal latino smaragdus, a sua volta connesso con il greco σμάραγδος (“smáragdos”, col significato di "gemma verde", e forse anche connesso con il verbo σμαραγέω, tuonare, risuonare, in riferimento al colore verde acceso, luminoso ed eclatante dello smeraldo). La fonte potrebbe essere pure collegata al semitico אזמרגד (“izmargad”) o al sanscrito मरकत (“marakata”), che significano ‘verde’.
- Indici di rifrazione[3]:
  - ω: 1,568-1,682
  - ε: 1,564-1,595
- Peso molecolare: 537,5 gm[5]
- Dicroismo[5]:
  - e: verde giallastro, incolore
  - w: verde bluastro, blu, rosa
- Indice di fermioni: 0,06[5]
- Indice di bosoni: 0,94[5]
- Fotoelettricità: 1,55 barn/elettrone[5]
- Massima birifrangenza: δ = 0.004 - 0.007[1]

## Galleria d'immagini

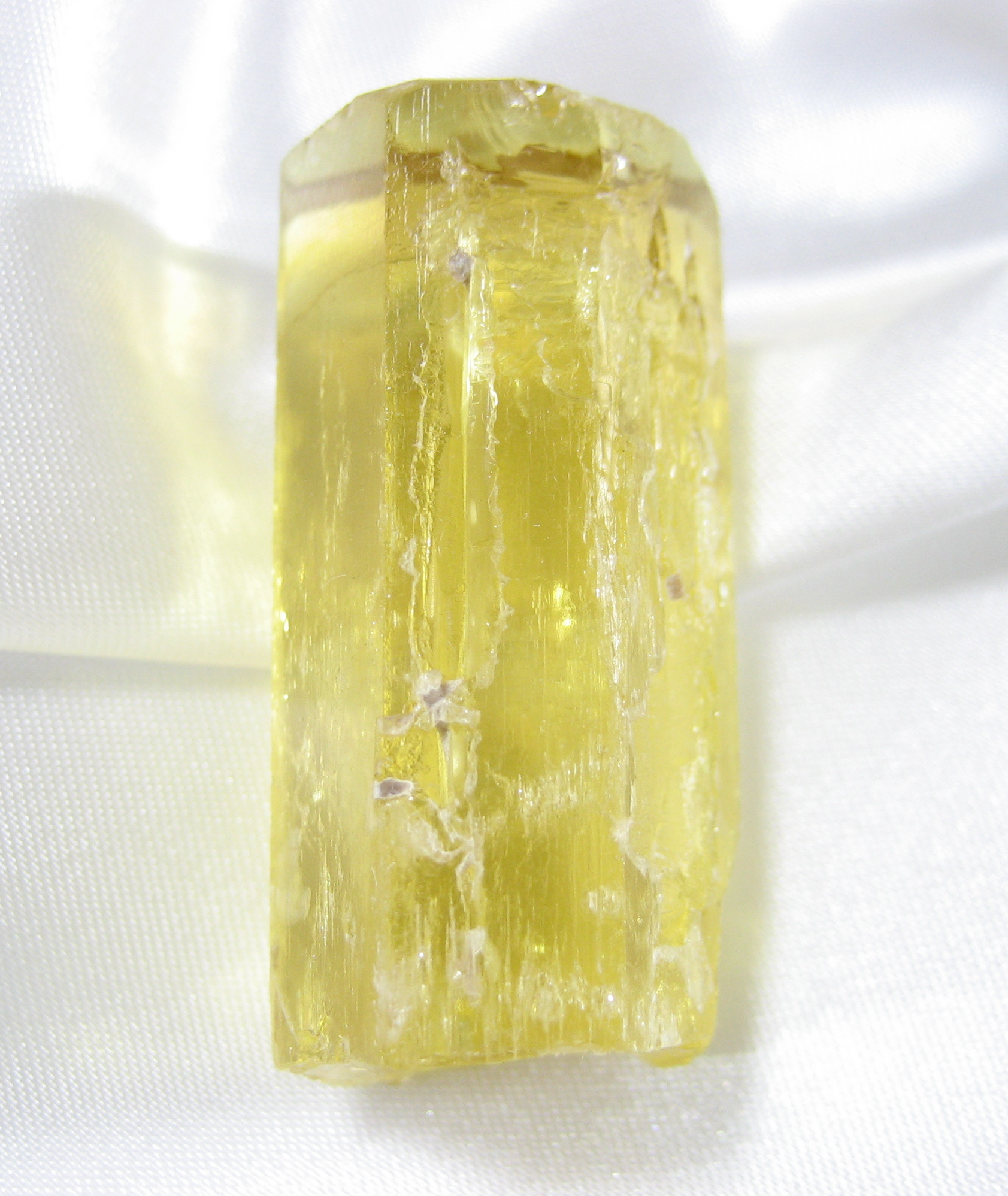
Eliodoro del Tagikistan
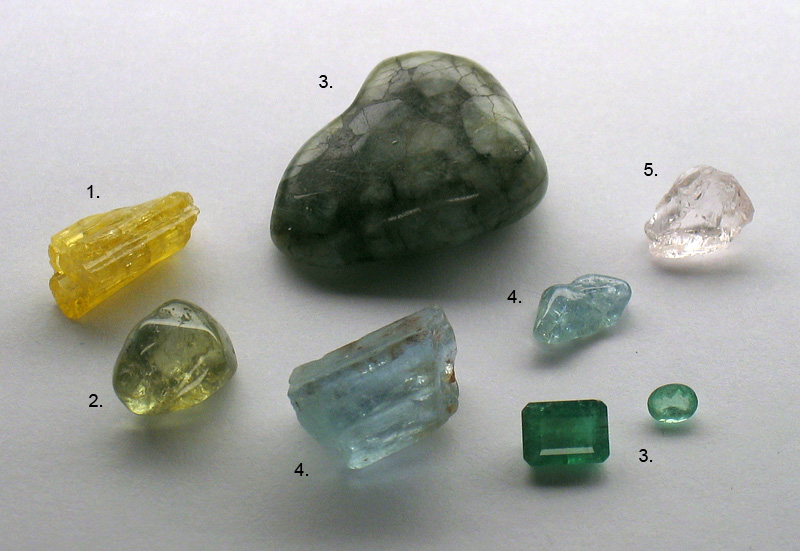
1: berillo dorato, 2: eliodoro, 3: smeraldo, 4: acquamarina, 5: morganite
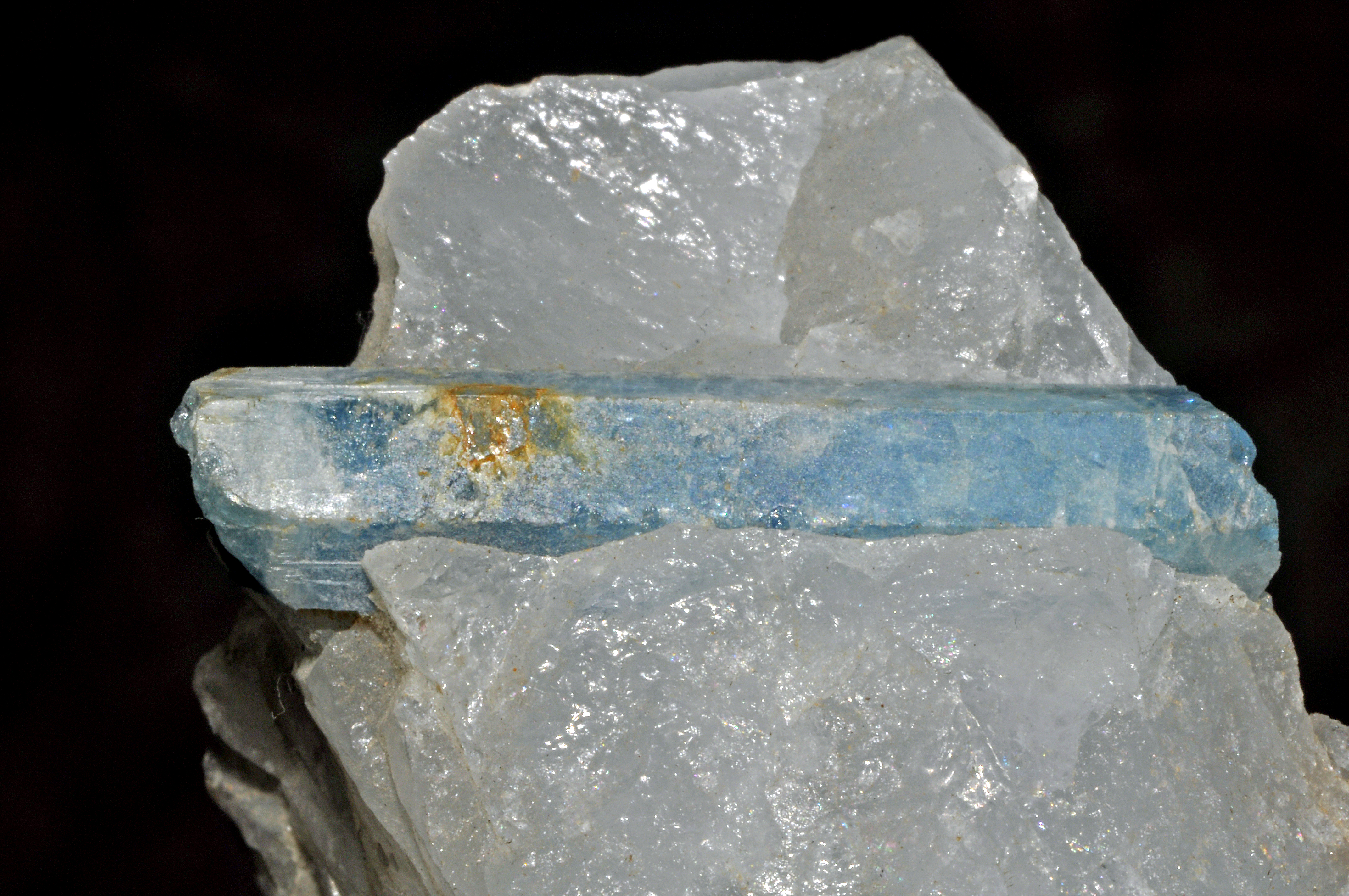
Cristallo di Acquamarina, intersecato con cristallo di quarzo (Brasile)